# Cipareuan
Cipareuan is een bestuurslaag in het regentschap Garut van de provincie West-Java, Indonesië. Cipareuan telt 5578 inwoners (volkstelling 2010).